# Procrica
Procrica is een geslacht van vlinders van de familie bladrollers (Tortricidae).

## Soorten
- P. agrapha Diakonoff, 1983
- P. ammina Diakonoff, 1983
- P. camerunica Razowski, 2002
- P. diarda Diakonoff, 1983
- P. imitans (Diakonoff, 1947)
- P. intrepida (Meyrick, 1912)
- P. mariepskopa Razowski, 2008
- P. ochrata Razowski, 2002
- P. ophiograpta (Meyrick, 1932)
- P. parva Razowski, 2002
- P. pilgrima Razowski, 2008
- P. sanidota (Meyrick, 1912)
- P. semilutea Diakonoff, 1960